# Walter Layton, 1. Baron Layton
Walter Thomas Layton, 1. Baron Layton, CH, CBE (* 15. März 1884 London; † 14. Februar 1966 London) war ein britischer Zeitungsverleger und Nationalökonom.

## Leben
Layton besuchte die King’s College School und die Westminster School, anschließend studierte er am University College London und am Trinity College in Cambridge. Am letztgenannten College lehrte er dann Wirtschaftswissenschaften, bevor er an das Gonville and Caius College wechselte.
Während des Ersten Weltkriegs arbeitete Layton im Munitionsministerium. Von 1922 bis 1938 war er Herausgeber des Economist, später dann von 1944 bis 1963 Geschäftsführer der The Economist Newspaper Ltd.
Layton war Vorsitzender des nach ihm benannten Expertenausschusses, der Lösungen für die Wiederherstellung des deutschen Kredits nach der Bankenkrise finden sollte. Sein Bericht gilt als Anfang vom Ende der deutschen Reparationen. Im Zweiten Weltkrieg war er im Ministry of Supply und im Ministry of Production tätig.
Von 1949 bis 1957 war Layton Vizepräsident der Parlamentarischen Versammlung des Europarates.

## Familie und Ehrungen
Layton heiratete 1910 Eleanor Dorothea Osmaston, mit der er sieben Kinder hatte.
Nachdem er bereits 1930 zum Knight Bachelor erhoben worden war, wurde ihm 1947 die Würde eines Baron Layton verliehen.
Layton starb 1966, die Baronie ging auf seinen ältesten Sohn über.